# 银川西花园机场
銀川西花園機場是寧夏回族自治區銀川市歷史上的一個機場。該機場由時任中華民國寧夏省主席馬鴻逵在1935年（民國24年）下令修建。機場是一個軍用機場，由第11軍168師駐紮把守，跑道為碎石。1945年（民國34年），馬下命讓士兵對跑道進行修繕，在跑道鋪上了碎石細沙建成臨時機場使用。機場在1949年9月至1958年9月期間停用。
1958年，西花園機場被重新修繕，以迎接寧夏回族自治區成立。修繕後的西花園機場擁有一條長1415米、寬40米的砾石跑道。10月20日13時41分，中國民航一架伊爾-14客機降落在機場，標誌著機場正式恢復通航。
1986年9月，機場完成了擴建，成為3C級機場，可用於起降BAe 146及50噸以下的飛機。因機場基礎設備簡陋、周邊淨空環境差等原因，機場在1997年9月停止營運。其業務被銀川河東機場取代。

## 設施
西花園機場設備十分簡陋。當時全中國省會城市機場中，西花園機場是唯一一個使用砾石跑道並且没有导航灯的機場。夜間運營時，機場會使用马灯作為跑道導航燈。除此之外，機場跑道道面在每年三至四月時會因地形低窪以及地下水過多而出現「翻浆」的問題。每年機場都因為這個問題而停止營運40多天。不但如此，機場會在夏秋季暴雨時期浸滿積水，候機室的積水甚至沒過膝蓋位置。

## 航線
以下列出部分可供查證的航線資料，資料來源：
| 航線                   | 開通日期       | 備註                 |
| ---------------------- | -------------- | -------------------- |
| 蘭州－銀川－包頭－北京 | 1958年10月20日 | 銀川市對外的首條航線 |
| 銀川－西安             | 1982年8月25日  |                      |
| 銀川－太原－北京       | 1986年9月15日  |                      |
| 銀川－佛山             | 1993年2月22日  |                      |

## 事故及空難
1993年7月23日，中國西北航空2119號班機在機場起飛時因飛機襟翼發生機械故障而失控衝出跑道，造成機上108名乘客和5名機組人員中分別有54名乘客和1名機組人員遇難。

## 其他
西花园機場航站楼被银川文物部门列为該市的文物保护单位，從而被保留下來。

## 外部連結
- 老城纪事：303号,曾降落广州天河机场———1949年的劫持案，2006年11月26日，金羊网